# 아르항가이주

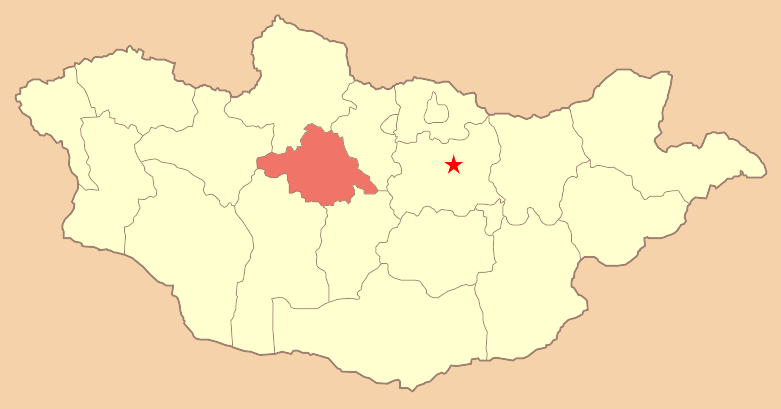
아르항가이 주의 위치

아르항가이 아이막(몽골어: ᠠᠷᠤᠬᠠᠩᠭ᠋ᠠᠢ
ᠠᠶᠢᠮᠠᠭ Arhangai aimag, Архангай аймаг)는 몽골 중부에 위치한 주로 주도는 체체를렉이며 면적은 55,313.82km2, 인구는 84,584명(2011년 기준)이다. 주 이름은 몽골어로 "항가이산맥 뒤쪽"을 뜻한다.